# Arhopala pastorella
Arhopala pastorella är en fjärilsart som beskrevs av William Doherty 1889. Arhopala pastorella ingår i släktet Arhopala och familjen juvelvingar. Inga underarter finns listade i Catalogue of Life.